# Liste der Traktormodelle der Motorenfabrik Hatz
Diese Liste der Traktormodelle der Motorenfabrik Hatz beinhaltet alle 23 Traktormodelle, die zwischen 1953 und 1964 von der Motorenfabrik Hatz gefertigt wurden. Insgesamt fertigte das Unternehmen 7201 Stück in drei Bauserien. Hauptsächlich wurden Klein- und Universalschlepper hergestellt, zu Beginn der 1960er Jahre produzierte Hatz jedoch auch größere Schlepper mit kräftigen Zwei- und Dreizylindermotoren.

## Typenbezeichnungen

### T-Serie
| Typ  | Bauzeit   | Gewicht  | Leistung | Stückzahl | Bild |
| ---- | --------- | -------- | -------- | --------- | ---- |
| T 13 | 1953–1957 | 1.034 kg | 13 PS    | 259       |      |
| T 16 | 1953–1957 | 1.275 kg | 16 PS    | 189       |      |
| T 26 | 1953–1958 | 1.540 kg | 26 PS    | 72        |      |
| T 32 | 1953–1957 | 1.740 kg | 32 PS    | 26        |      |

### TL-Serie
| Typ     | Bauzeit   | Gewicht    | Leistung | Stückzahl | Bild |
| ------- | --------- | ---------- | -------- | --------- | ---- |
| TL 10   | 1954–1961 | 724 kg     | 10 PS    | 1514      |      |
| TL 12   | 1954–1961 | 780–785 kg | 12 PS    | 1001      |      |
| TL 22   | 1954–1959 | 1.330 kg   | 22 PS    | 235       |      |
| TL 15   | 1956–1960 | 1.170 kg   | 15 PS    | 256       |      |
| TL 18   | 1956–1959 | 1.170 kg   | 18 PS    | 240       |      |
| TL 33   | 1957–1960 | 1.870 kg   | 33 PS    | 44        |      |
| TL 12 P | 1957–1959 | 805–945 kg | 12 PS    | 570       |      |
| TL 13   | 1959–1963 | 860 kg     | 13 PS    | 970       |      |
| TL 17   | 1957–1960 | 1.200 kg   | 17 PS    | 412       |      |
| TL 24   | 1956–1959 | 1.320 kg   | 24 PS    | 104       |      |
| TL 11   | 1960–1963 | 780 kg     | 11 PS    | 105       |      |
| TL 25   | 1960–1961 | 1.650 kg   | 25 PS    | 54        |      |
| TL 28   | 1960–1964 | 1.600 kg   | 25 PS    | 247       |      |
| TL 38   | 1960–1964 | 1.750 kg   | 40 PS    | 243       |      |

### H-Serie
| Typ   | Bauzeit   | Gewicht  | Leistung | Stückzahl | Bild |
| ----- | --------- | -------- | -------- | --------- | ---- |
| H 113 | 1962–1964 | 780 kg   | 13 PS    | 344       |      |
| H 220 | 1962–1964 | 1.550 kg | 20 PS    | 163       |      |
| H 222 | 1964      | 1.550 kg | 25 PS    | 46        |      |
| H 332 | 1964      | 1.750 kg | 40 PS    | 70        |      |
| H 340 | 1963–1964 | 1.700 kg | 40 PS    | 37        |      |

## Quelle
- Daten aller Hatz-Schlepper (Archivversion)